# Carpocoris melanocerus
Carpocoris melanocerus (Mulsant & Rey 1852) је врста стенице која припада фамилији Pentatomidae.

## Распрострањење
C. melanocerus је распрострањена широм централне и јужне Европе на планинским пределима, а у Србији се среће спорадично и то углавном на висинама преко 1000 надморске висине.

## Опис
Врсте из рода Carpocoris имају овално тело, карактеристичне обојености, углавном је то комбинација наранџасте, жућкасте, браон или љубичасте боје. Дужине тела је око 10 до 15 mm. У Србији срећемо четири сличне врсте: Carpocoris melanocerus, C. pudicus, C. purpureipennis и C. fuscispinus. C. melanocerus се истиче по тамнијој униформнојој обојености, углавном нема шаре на пронотуму и скутелуму као друге сличне врсте. За најсигурније разликовање ипак је неопходно прегледати парамере мужјака (дисекција гениталног апарата).

## Биологија
Одрасле јединке се могу срести током лета, у зависности од подручја варира период појављивања али у Србији се већ крајем маја могу срести прве једнке па до краја септембра. Врста презимљава у стадијуму одрасле јединке. Одрасле јединке се најчешће срећу на биљкама из рода Verbascum и Centaurea.

## Синоними
- Pentatoma melanocera Mulsant & Rey, 1852
- Carpocoris (Carpocoris) melanocerus (Mulsant & Rey, 1852)
- Carpocoris nigrina Tamanini, 1959